# Iseljavanje muslimana iz Austro-Ugarske
Iseljavanje muslimana iz Austro-Ugarske bio je masovni proces iseljavanja muslimana iz područja Sandžaka i Bosne i Hercegovine, nakon Berlinskog kongresa 1878. Prema nekim procjenama, iselilo se je od 100.000 do 200.000 ljudi. U Bosni i Hercegovini zabilježen je pad od 9% muslimana od popisa iz 1879. u odnosu na onaj iz 1921. Većina njih odselila se sa željom da nastave živjeti sukladno tradicionalnim iskustvima, unutar islamsko-teokratske države kakvo je bilo Osmansko Carstvo. Pored Austro-Ugarske značajnu ulogu u iseljavanju Bošnjaka odigrala je i sama Turska u nastojanjima da popuni svoje teritorije.
Muslimani se iseljavaju u preostale dijelove osmanske države. Većina se je iselila u Istanbul, Karamurselu, Bursu, Hamidiju, Izmir i ostale druge gradove Osmanskoga Carstva. Podosta se je iselilo u bliže krajeve Kosova (Mitrovica, Priština), Crne Gore, Srbije, Albanije, Grčke (Solun) i Makedonije (Skoplje). Vlada države zabranila je iseljavanje u većim skupinama radi sigurnosti sustava i sprječavanja izbijanja novog oružanog otpora. Iseljavanje je po nekima bio oblik muslimanskog prosvjeda protiv austro-ugarske vladavine.
Ekonomski razlozi nisu bili razlog iseljavanja jer je civilni upravitelj Benjamin Kállay od početka u svojem vođenju BiH radio na obrani velikomađarskih interesa, kojima je najveća opasnost bila ujedinjenje austro-ugarskih Slavena protiv mađarskog interesa. Zbog toga je Kállay nastojao u BiH voditi politiku koja bi spriječila jačanje ujedinjavanja južnoslavenskih naroda. Age i begovi, koji su i dalje bili gospodarski najsnažniji sloj bosanskohercegovačkog stanovništva i koji su na gospodarskom planu nastojali zadržati svoje posjede, postali su mu saveznici. Muslimani se nisu iseljavali ni zbog kakvog pritiska na nacionalnoj i vjerskoj osnovi. Kod muslimana bitan se dio na nacionalnom i vjerskom planu zalagao za bošnjaštvo, odnosno za stvaranje bosanskohercegovačkog nacionalnog identiteta utemeljenog na islamskoj kulturi, a Kállay je u bošnjaštvu vidio prigodu i za ostvarenje mađarskih interesa, pa je pokušao Hrvate i Srbe u BIH prisiliti da se odreknu vlastitog nacionalnog identiteta i postanu Bosanci katoličke i pravoslavne vjeroispovijesti, grubo im zabranjujući nacionalne institucije i proganjajući isticanje njihova nacionalna imena, a pokušavao je nametnuti bosanski jezik. Zbog tog savezništva s muslimanskim plemstvom vrlo je dugo Austro-Ugarska odgađala sa sprovođenjem nužne mjere za modernizaciju na selu, agrarne reforme. Usprkos svim tim čimbenicima koji su im išli u korist, muslimani su se ipak iseljavali.
Još od osmanske vlade muslimanske obitelji dobile su povlasticu na oslobađanje od vojništva za one muslimanske obitelji koje su 1862. godine iz Srbije prebjegle u Bosnu. 15. ožujka 1882. Zemaljska vlada za BiH izdala je Naredbu broj 2396 kotarskim oblastima u Bosanskoj Gradišci, Bosanskoj Kostajnici, Brčkom, Gradačcu, Bijeljini, Donjoj Tuzli i Zvorniku, a kojom je potvrđena ta stara povlastica. Bilo je predviđeno da važi do kraja 1887. godine. Kotarskim uredima je naloženo da izvrše popis porodica prebjeglih iz Srbije i da ih oslobode poreza do daljnjeg, ako se jave sporovi, rješavat će ih okružne oblasti. Novi vojni zakon snažno je motivirao muslimane na iseljavanje poslije donošenja tog vojnog zakona.
Zemljoposjednici Fehim Đumišić iz Banje Luke i Osman Čengić bile su osobe oko kojih su se organizirali i okupili iseljenici. Visokoj Porti su slali peticije u kojima su naglašavali težak položaj muslimana u BiH. Postojala je nada kod iseljenih muslimana da će se roditi usporedni pokret, koji će i turskog sultana i austrijskog cara uvjeriti da muslimani stradaju pod pritiscima tadašnje vlasti.
Pokret protiv iseljavanja muslimana nastao je usporedno s iseljavanjem. Predvodili su ga muslimanski intelektualci. Vrlo je zaslužan u tom pokretu pripadaju Mehmed Teufik-ef. Azapagić, koji je od 1893. do 1909. bio reis-ul-ulema u Bosni i Hercegovini. Snažan glas protiv iseljavanja digao je i hadži hafiz Muhamed Emin Hadžijahić 1884. tekstom Patriotizam na turskom jeziku u listu Vatan, pozvavši zemljake na ostanak.